# József Kóczián
József Kóczián, född 4 augusti 1926 i Budapest, död 10 december 2009, var en ungersk bordtennisspelare och världsmästare i dubbel och lag.
Kóczián spelade två gånger final i bordtennis-VM dubbel tillsammans med Ferenc Sidó. Första gången var 1951 mot tjeckiska Bohumil Váňa (tvåfaldig singelmästare) och Ivan Andreadis, då de förlorade med 3-0 i set (21-13, 21-12, 21-19). 1953 vann de finalen mot Storbritanniens Richard Bergmann (fyrfaldig singelmästare) och Johnny Leach (tvåfaldig singelmästare) med 3-2 i set (23-21, 19-21, 12-21, 21-18, 21-19).
I lag vann Kóczián guld två gånger, 1949 och 1952.
Under sin karriär tog Kóczián 14 medaljer i bordtennis-VM varav 3 guld, 5 silver och 6 brons.

## Meriter
- Bordtennis VM
  - 1947 i Paris
    - 5:e plats med det ungerska laget

  - 1948 i Wembley Arena, London
    - 9:e plats med det ungerska laget

  - 1949 i Stockholm
    - 1:a plats med det ungerska laget

  - 1950 i Budapest
    - 2:a plats med det ungerska laget

  - 1951 i Wien
    - kvartsfinal singel
    - 2:a plats dubbel (med Ferenc Sidó)
    - 3:e plats mixed dubbel (med Kárpáti Rózsi)
    - 2:a plats med det ungerska laget

  - 1952 i Bombay
    - 2:a plats singel
    - kvartsfinal dubbel
    - 3:e plats mixed dubbel (med Gizella Farkas)
    - 1:a plats med det ungerska laget

  - 1953 i Bukarest
    - 3:e plats singel
    - 1:a plats dubbel med (med Ferenc Sidó)
    - 3:e plats mixed dubbel (med Gizella Farkas)
    - 2:a plats med det ungerska laget

  - 1955 i Utrecht
    - 3:e plats dubbel (med Ferenc Sidó)
    - kvartsfinal mixed dubbel
    - 3:e plats med det ungerska laget

- Ungerska mästerskapen - guldmedaljer 
  - 1949 - 1:a plats singel, 1:a plats dubbel (med Ferenc Sidó)
  - 1950 - 1:a plats singel,
  - 1951 - 1:a plats dubbel (med Ferenc Sidó)
  - 1952 - 1:a plats singel, 1:a plats dubbel
  - 1953 - 1:a plats dubbel (med Ferenc Sidó), 1:a plats mixed dubbel (med Gizella Farkas)
  - 1954 - 1:a plats mixed dubbel (med Éva Kóczián)
  - 1955 - 1:a plats singel, 1:a plats dubbel (med Ferenc Sidó)